# Episodi di Formula 1: Drive to Survive (quinta stagione)
La quinta stagione di Formula 1: Drive to survive è stata distribuita da Netflix il 24 febbraio 2023
| n° | Titolo originale       | Titolo italiano              | Distribuzione USA | Distribuzione Italia |
| -- | ---------------------- | ---------------------------- | ----------------- | -------------------- |
| 1  | The new dawn           | La nuova alba                | 24 febbraio 2023  | 24 febbraio 2023     |
| 2  | Bounce back            | Di nuovo in gioco            | 24 febbraio 2023  | 24 febbraio 2023     |
| 3  | Matter of principal    | Una questione di principal   | 24 febbraio 2023  | 24 febbraio 2023     |
| 4  | Like father, like son? | Tale padre, tale figlio?     | 24 febbraio 2023  | 24 febbraio 2023     |
| 5  | Pardon my french       | Mi si perdoni il francesismo | 24 febbraio 2023  | 24 febbraio 2023     |
| 6  | Nice guys finish last  | I buoni arrivano ultimi      | 24 febbraio 2023  | 24 febbraio 2023     |
| 7  | Hot seat               | Posizione difficile          | 24 febbraio 2023  | 24 febbraio 2023     |
| 8  | Alpha male             | Maschio alfa                 | 24 febbraio 2023  | 24 febbraio 2023     |
| 9  | Over the limit         | Oltre il limite              | 24 febbraio 2023  | 24 febbraio 2023     |
| 10 | End of the road        | La fine del cammino          | 24 febbraio 2023  | 24 febbraio 2023     |